# Zamek Stein
Zamek Stein (niem. Burg Stein) – zabytkowy zamek w Hartenstein (Saksonia), (Niemcy).
Zamek Stein położony jest na południowy wschód od miasta Zwickau, w dzielnicy Hartenstein, na skalistym brzegu rzeki Zwickauer Mulde. Od 1406 von Schönburg byli feudalnymi władcami a od 1632 aż do wywłaszczenia w 1945 dodatkowo  właścicielami obiektu. W 1996 zamek został odkupiony przez księcia Alfreda i księżną Marię von Schönburg-Hartenstein od miasta Hartenstein.

## Właściciele zamku
- 1702 – hr. Ludwig Friedrich von Schönburg
- 1736 – hr. Albrecht Carl Friedrich von Schönburg
- 1786 – hr. Otto Carl Friedrich von Schönburg
- 1790 – ks. Schönburg – Waldenburg
- pocz. XIX w. – ks. Alfred Schönburg – Hartenstein
- 1840 – ks. Otto Wiktor I Schönburg – Waldenburg
- 1859 – ks. Otto Friedrich z Schönburg – Waldenburg
- 1893 – ks. Otto Wiktor II Schönburg – Waldenburg
- 1914 – ks. Günther z Schönburg – Waldenburg
- 1945 – wywłaszczenie w ramach reformy rolnej
- 1996 – ks. Alfred z Schönburg-Hartenstein[1]

## Galeria

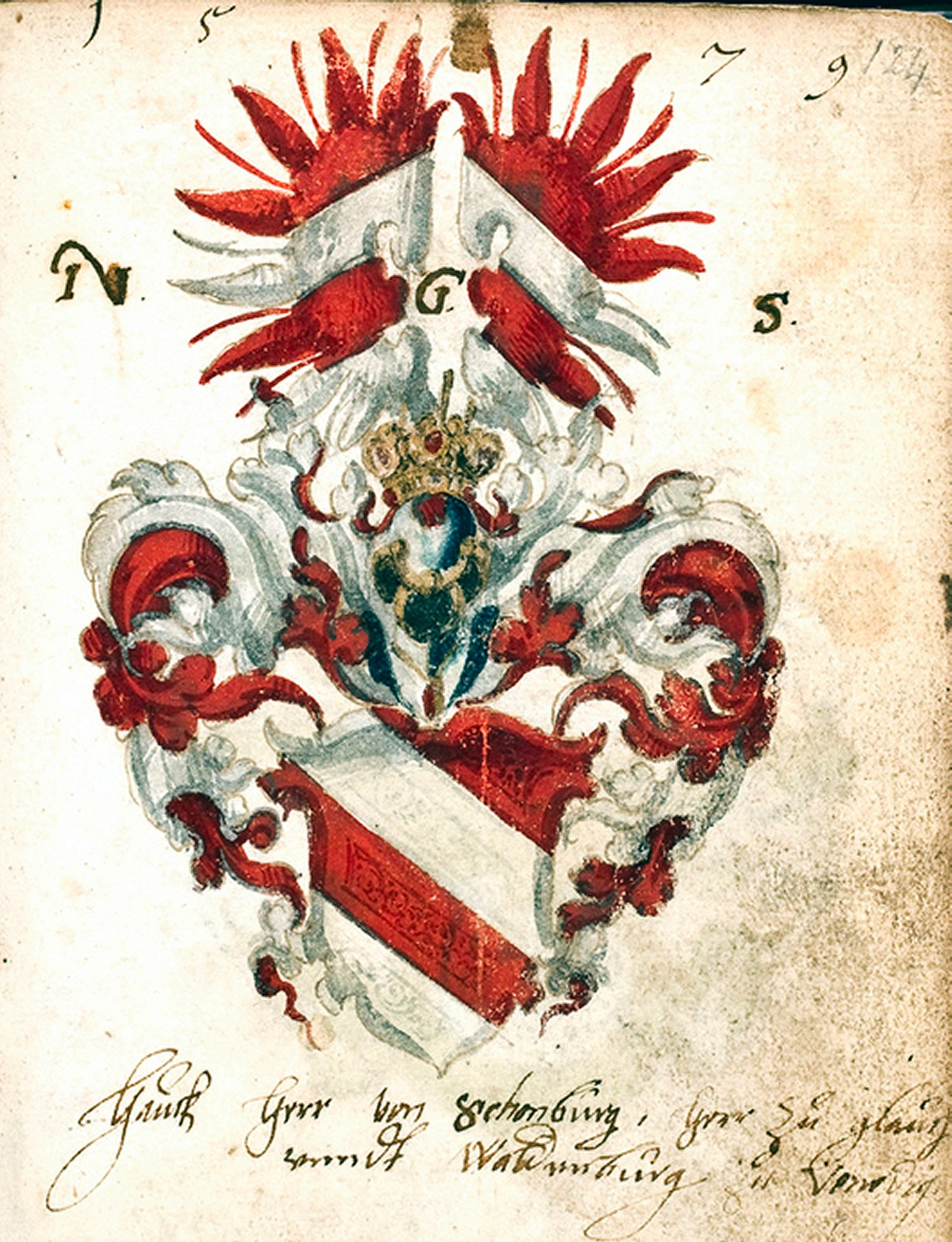
Herb von Schönburg